# Jean Claude Ades
Jean Claude Ades er en dj og producer.